# Rabiyan
Rabiyan is een bestuurslaag in het regentschap Sampang van de provincie Oost-Java, Indonesië. Rabiyan telt 1871 inwoners (volkstelling 2010).